# آرون
آرون (بالإسبانية: Aarón Dian Darias Scheithe؛ بالألمانية: Aarón) هو لاعب كرة قدم وصحفي إسباني وألماني، ولد في 26 أغسطس 1982 في هامبورغ في ألمانيا. لعب مع نادي تينيريفي ونادي سمورة.

## وصلات خارجية
- آرون على موقع قاعدة بيانات كرة القدم.إي يو (الإنجليزية)
- آرون على موقع Soccerway.com (الإنجليزية)